# Neocranaus albiconspersus
Genre
Espèce
Neocranaus albiconspersus, unique représentant du genre Neocranaus, est une espèce d'opilions laniatores de la famille des Cranaidae.

## Distribution
Cette espèce est endémique de l'État de Zulia au Venezuela. Elle se rencontre vers Maracaibo.

## Description
Le mâle syntype mesure 8,5 mm.

## Publication originale
- Roewer, 1913 : « Die Familie der Gonyleptiden der Opiliones-Laniatores [Part 2]. » Archiv für Naturgeschichte, sér. A, vol. 79, no 5, p. 257–472 (texte intégral).